# Jonas Larholm
Jonas Erik Larholm, född 3 juni 1982 i Sävedalen, är en svensk handbollsspelare (vänsternia/mittnia) och handbollstränare. 2001–2014 spelade han 210 landskamper och gjorde 637 mål för Sveriges landslag, med OS-silver 2012 i London som största merit.

## Karriär

### Klubblag
Jonas Larholm inledde karriären som nioåring i Partilleklubben IK Sävehof. År 2000 debuterade han i seniorlaget och var med om att vinna herrlagets två första SM-guld, 2004 och 2005. Larholm var tillsammans med högernian Kim Andersson lagets mest framträdande spelare. 2004/2005 vann Larholm dessutom Elitseriens skytteliga ihop med IFK Ystads Fredrik Petersen, med 197 mål på 25 matcher. 2006 flyttade Larholm till spanska stjärnlaget FC Barcelona. Där fick han en mindre roll och hade svårt att få speltid.
Efter två säsonger i Spanien flyttade han till Danmark och AaB Håndbold. Där stannade han i fyra säsonger. Våren 2010 blev laget danska mästare för första gången och Larholm slutade som skyttekung i ligan. Lagkamrater var då bland andra svenskarna Mattias Gustafsson, Jan Lennartsson (lagkamrat även i Sävehof) och Rasmus Wremer.
Efter Danmark bar det av till ungerska SC Pick Szeged. Största merit var när laget 2014 stod som slutsegrare av EHF-cupen. Efter två säsonger återvände Larholm till Danmark, men denna gång till Team Tvis Holstebro.
Den 7 mars 2016 meddelades att Larholm återvände till Sävehof säsongen 2016/2017. 2019 blev laget överraskande svenska mästare, trots att de slutat på sjunde plats i seriespelet. Det var Sävehofs sjätte SM-guld på herrsidan och Larholms tredje med Sävehof. Efter säsongen blev det klart att Larholm tog över som spelande tränare, men precis innan seriepremiären i september 2019 avgick han från uppdraget och avslutade spelarkarriären. Anledningen är fortfarande oklar.

### Landslag
I augusti och september 2003 var Jonas Larholm med i U21-landslaget, som tog Sveriges första UVM-guld genom tiderna, när de vann U21-VM i Brasilien.
2001 debuterade Larholm i Sveriges landslag. Fram till 2014 spelade han 211 landskamper och gjorde 642 mål. Han mästerskapsdebuterade vid EM 2004 i Slovenien. Sverige kom på sjunde plats och blev den legendariske förbundskaptenen Bengt "Bengan" Johanssons sista mästerskap. Larholms största landslagsmerit blev OS-silvret 2012 i London.

## Meriter i urval
Med klubblag
- Svensk mästare tre gånger (2004, 2005 och 2019) med IK Sävehof
- Dansk mästare 2010 med AaB Håndbold
- EHF-cupmästare 2014 med SC Pick Szeged

Med landslag
- OS-silver 2012 med Sveriges landslag
- UVM-guld 2003 med Sveriges U21-landslag

## Kuriosa
- Jonas Larholms bror Erik Larholm har varit verksam som handbollstränare på både herr- och damsidan, och varit talangscout för Svenska Handbollförbundet.